# Институт гравитационной физики Общества Макса Планка
Институт гравитационной физики Общества Макса Планка (нем. Max-Planck-Institut für Gravitationsphysik), называемый также Институт Альберта Эйнштейна (нем. Albert-Einstein-Institut, AEI) — немецкий научно-исследовательский институт, входящий в Общество Макса Планка. Институт основан в 1995 году; теоретическое отделение находится в городе Гольм (Потсдам) (в Научном парке), а экспериментальное — в Ганновере. В 2001 году Институт занял помещение ганноверского Института квантовой оптики им. Макса Планка, в 2002 году оба Института были объединены.

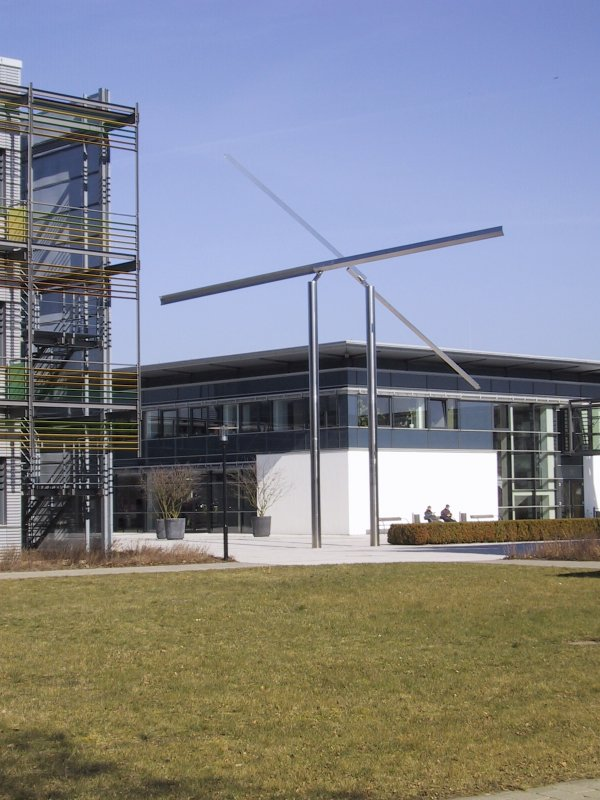
Институт Альберта Эйнштейна, Потсдам

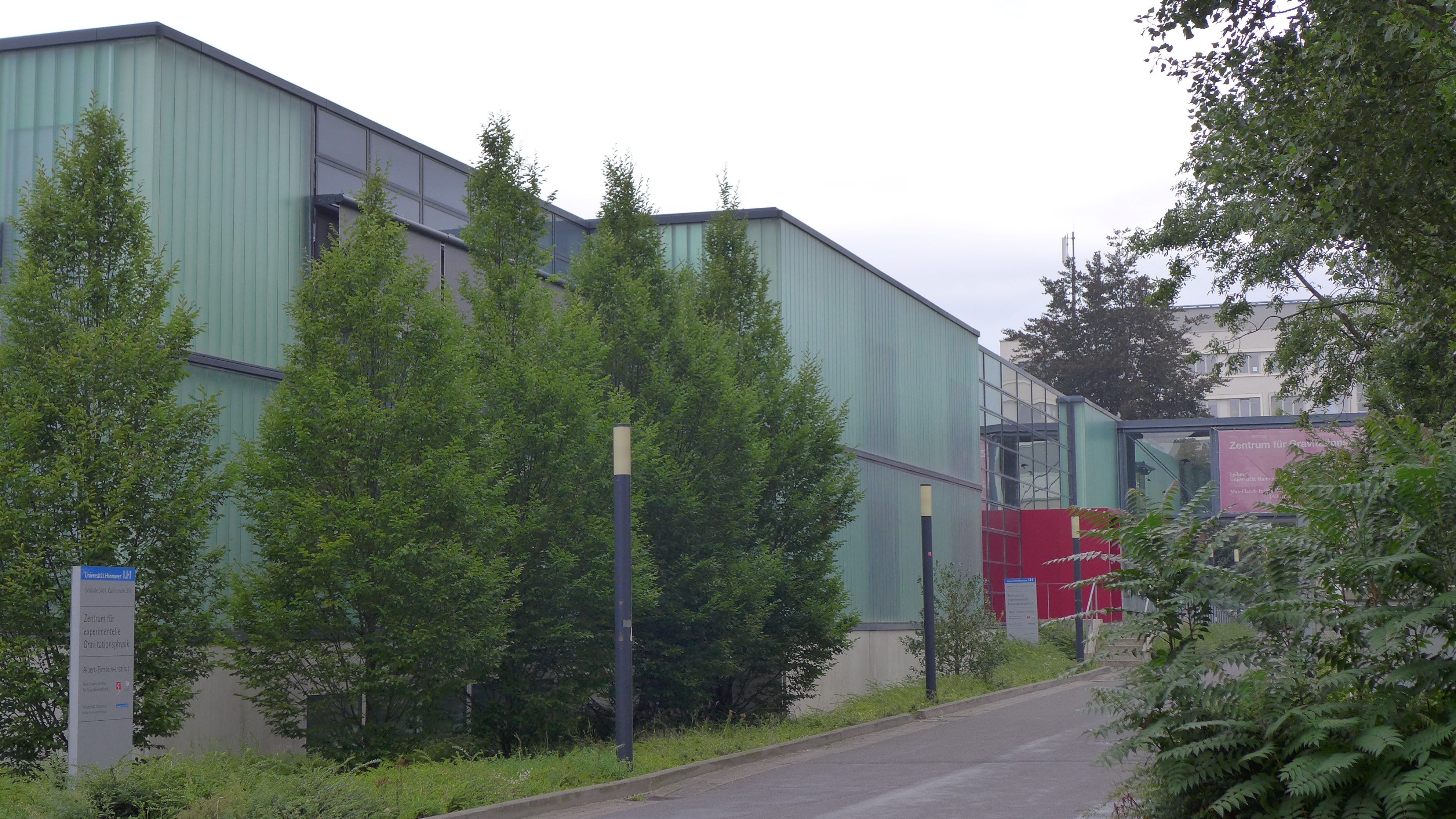
Институт Альберта Эйнштейна, Ганновер

Институт проводит фундаментальные исследования в области математики и теоретической физики, направленные на развитие Общей теории относительности Альберта Эйнштейна, решение проблем квантовой гравитации, релятивистской астрофизики и гравитационно-волновой астрономии. Кроме того, выполняются прикладные исследования в области лазерных технологий, вакуумной техники, вибрационной изоляции, классической и квантовой оптики. Институт сотрудничает с Институтом гравитационной физики (ранее «Институтом атомной и молекулярной физики») Университета Лейбница в Ганновере.
Институт участвует в ряде совместных работ и проектов: экспериментальный филиал является основным партнером в работах на гравитационно-волновом детекторе GEO600; учёные института участвуют в анализе данных детекторов LIGO и LISA (Laser Interferometer Space Antenna). Институт является также участником проектов Einstein@Home и PyCBC. С 1998 года институт выкладывает в открытый доступ обзоры журнала Living Reviews in Relativity.

## Учебные программы
Институт участвует в двух международных исследовательских школах (International Max Planck Research Schools, IMPRS), которые поддерживаются институтами Общества Макса Планка в сотрудничестве с местными университетами, Лица-участники проекта получают содействие в защите кандидатской диссертации.
- Начиная с 2004 года, действует IMPRS для геометрического анализа, гравитации и теории струн в партнёрстве с Берлинским свободным университетом и Университетом им. Гумбольдта, а также Потсдамским университетом[2].

- Другая школа, IMPRS по гравитационно-волновой астрономии Архивная копия от 31 мая 2017 на Wayback Machine, проводится в сотрудничестве с университетом Ганновера и Ганноверским лазерным центром Архивная копия от 29 августа 2009 на Wayback Machine.